# Lou Kass
Lou Kass (també coneguts com a Loukass i Loukass!) va ser una agrupació de rock formada a La Paz, Bolívia en la dècada dels anys noranta, les cançons dels quals, la majoria són en espanyol i unes altres en anglès. Van aconseguir un gran acolliment entre el públic del seu país, considerant-se el grup més influent per a la configuració etnogràfica de la Generació X de Bolívia.

## Integrants
En 1990 Grill Villegas al costat de Christian Krauss formen la mítica banda Lou Kass, amb Krauss en la veu, Villegas en la guitarra, Martín Joffré en el baix i Rodolfo Ortiz en la bateria.

## Inicis
La formació de la banda Fox a mitjans dels anys 80' marca l'inici musical dels germans Martín (Baix) i Juan Pablo Joffré (Guitarra) al costat de Rodrigo "Grill" Villegas en la guitarra i Rodolfo Ortiz a la bateria; interpretant versions de temes de Metallica i altres bandes que van tenir una moderada receptivitat per part del públic. Després de la dissolució de Fox, els membres de la banda van pertànyer independentment a algunes bandes de La Paz, com Chuy & Fly i Drago Droguen, entre d'altres. Mentre que Rodrigo Villegas passa a ser un dels animadors de les sessions improvisades del pub "La foradada", on va poder retrobar-se amb els seus antics companys i conèixer al vocalista Christian Krauss, amb qui van decidir provar sort i formar una nova banda.
En un dels assajos van ser observats per l'amo de "La Foradada" qui els va batejar en primera instància com la banda de Lucas, nom que posteriorment va ser canviat escurçat per LOU Kass, que s'entén com l'apel·latiu d'un glop de bar. Loukass aconsegueix un èxit en l'escena musical de La Paz debutant en el pub amb un públic consolidat. S'atribueixen posteriorment el primer lloc en un festival de música, la qual cosa els brinda la possibilitat de l'enregistrament del seu primer disc.

## L'èxit i la separació
Llancen el seu primer àlbum “Lou Kass” (1992), l'èxit els va arribar d'una manera que els quatre músics mai haguessin imaginat, les seves cançons eren sol·licitades en les FM's i col·locades freqüentment en discoteques i bars. Els integrants, com a poques vegades s'havia vist en l'escena rockera musical, van començar a ser tractats com a estels. Entre bastidors se sabia que les composicions corrien en compte del trio Villegas-Joffré-Ortiz i que Krauss, de talent indiscutible, la hi passava mirant els Simpsons i bevent cervesa.
Li seguiria l'àlbum “Akasa” (1994), que inclou temes com “No reces al sol” i “Feel High”, en ple èxit de la banda, el vocalista Christian Krauss decideix abruptament viatjar a Alemanya sense donar majors explicacions, obligant a la resta del grup a continuar amb les presentacions com un trio però sense disminuir la receptivitat de la banda.
Finalment durant el concert a La Paz de la gira "Tour SIDA" Loukass grava el seu disc en viu titulat "Akassa en vivo!" Lou Kass va aconseguir unir un públic molt heterogeni amb un estil que barrejava rock, reggae, funk i lletres senzilles amb les quals el públic s'identificava totalment. Els temes dels seus àlbums, en els quals Villegas té una aportació molt important, van arribar als llocs més alts de rating i són encara avui un referent musical. Després d'un escàndol originat en la banda durant la seva gira nacional "Tour SIDA" i en el cim de l'èxit, la banda se separa tancant una etapa important en el rock bolivià.

## Els retorns
El 5 d'agost de 1999 i després de la tornada de Christian Krauss d'Alemanya, Loukass es reuneix, en aquesta data es realitza un concert a la ciutat de La Paz, sobre com sorgeix el disc doble "Akisitos" gravat en viu al costat del públic que va omplir el Teatre a l'aire lliure.
El mes de juliol de 2008, es reuneixen novament els quatre músics per la gira "La Nau Retorna", en la qual presenten més de deu concerts al voltant del país, omplint totes les seves presentacions com en els vells temps. A més van ser convidats a tocar pel govern del president Evo Morales, realitzant un concert en el Palau de Govern a la ciutat de La Paz. Poc temps després, a l'octubre, Loukass torna per participar al festival internacional de rock organitzat per Paceña, FestiMusic 2008.

## Discografia[calcitació]

### Àlbums
- Loukass (1992)
- Akasa (1994)
- En Vivo! (1994)
- Akisitos I (1999)
- Akisitos II (1999)

### Senzills
- Akasa
- Chico Predecible
- Escrupula
- Extravismo
- Feel High
- Hipnotizados
- Hombre Lobo
- La Torcida
- No Reces Al Sol
- Porqu Eres Tan Bella
- Resumen Paceño (Reggae Andino)
- Help! (The Beatles)